# Kortstjärtad lira
Kortstjärtad lira (Ardenna tenuirostris) är en förhållandevis vanlig fågel i familjen liror inom ordningen stormfåglar som förekommer i Stilla havet. Den minskar i antal, dock inte tillräckligt kraftigt för att anses vara hotad.

## Utseende
Kortstjärtad lira är en relativt stor lira med en kroppslängd på 41–43 centimeter. Med sin sotbruna dräkt och blekgrå vingundersidor är den mycket lik gråliran (Ardenna grisea), men har kortare näbb, brantare panna, kortare bakkropp och stjärt. Vidare är de ljusa vingundersidorna mindre påtagligt kontrastrika.

## Läte
Kortstjärtad lira är liksom gråliran ljudlig vid häckningskolonierna, men hörs huvudsakligen från marken och inte i flykten. Huvudlätet, som används för att försvara bohålet, är en blandning av ljud på inandning och utandning, återgivet "ee-ee-a-aa".

## Utbredning
Fågeln häckar i Australien, i South Australia och på Tasmanien. Utanför häckningssäsong lever den pelagiskt och vintertid flyttar den till norra halvklotet och förekommer då i norra Stilla havet. Tillfälligt har den setts på Mauritius samt i Thailand. 22 juni 2020 hittades en utmattad kortstjärtad lira på stranden i irländska Tramore.

## Systematik
Tidigare fördes den till släktet Puffinus, men DNA-studier visar att det släktet är parafyletiskt i förhållande till släktet Calonectris. Den behandlas som monotypisk, det vill säga att den inte delas in i några underarter.

## Ekologi
Arten häckar huvudsakligen på kustnära öar, vanligtvis i gräsmarker eller annan vegetation men ibland på klippor eller barmark. Under häckningen alternerar den korta och lokala födosökningar med upp till 17 dagar långa turer ändå till polarområdena. Den lever av fisk (framför allt prickfiskar), kräftdjur och bläckfisk. Den födosöker i flockar om upp till hela 20.000 individer, då ibland i närheten av valar.

## Status och hot
Kortstjärtad lira är en mycket vanlig havsfågel i Australien och skattning av ungar sker där kommersiellt. Världspopulationen har uppskattats till fler än 23 miljoner individer. Dock verkar den minska i antal till följd av klimatförändringar, men inte tillräckligt kraftigt för att den ska anses hotad. Internationella naturvårdsunionen IUCN kategoriserar därför arten som livskraftig (LC).

## Namn
Det vetenskapliga artnamnet tenuirostris betyder "slanknäbbad", från latinets tenuis ("slank") och rostris ("-näbbad", av rostrum", "näbb").

## Bilder

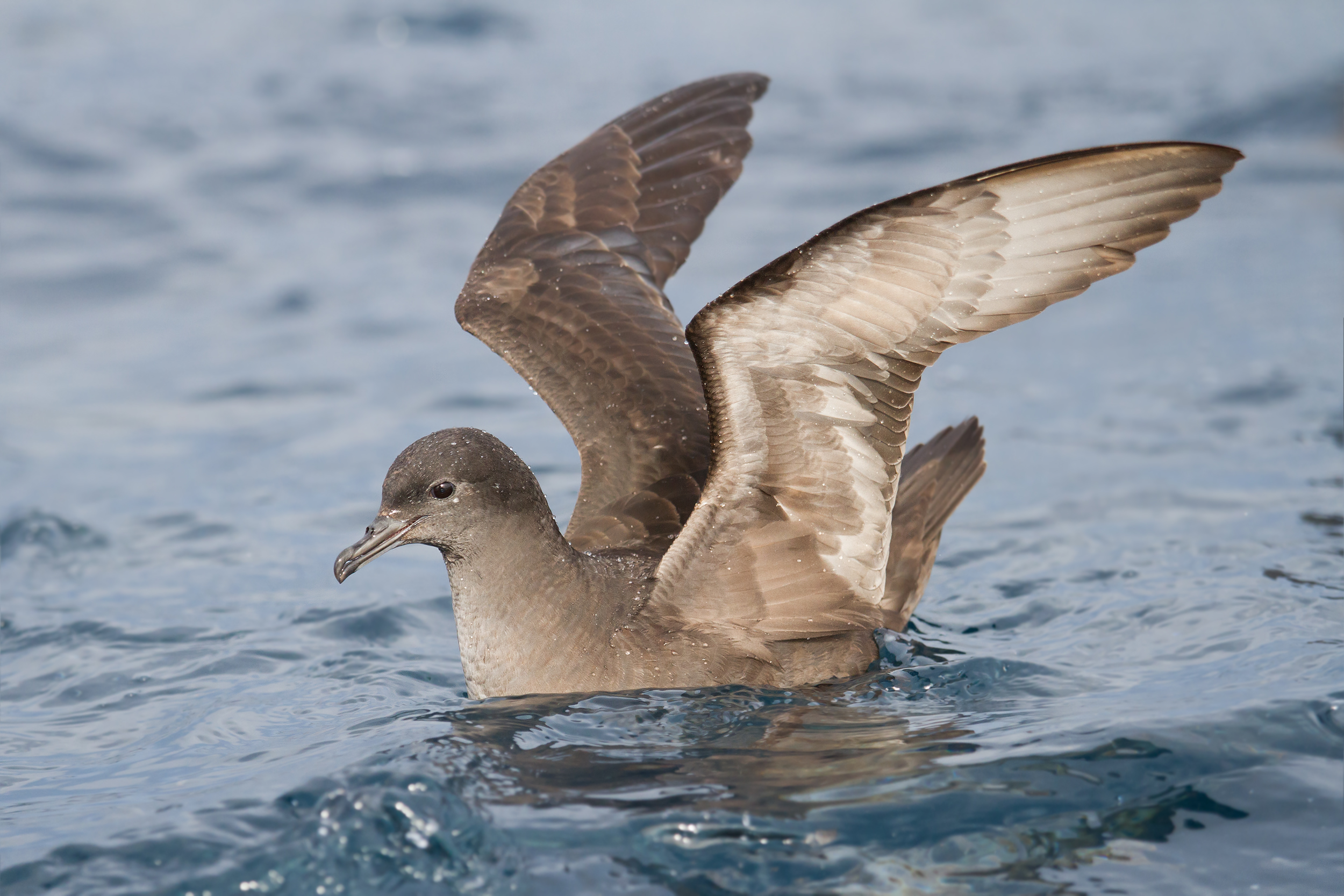
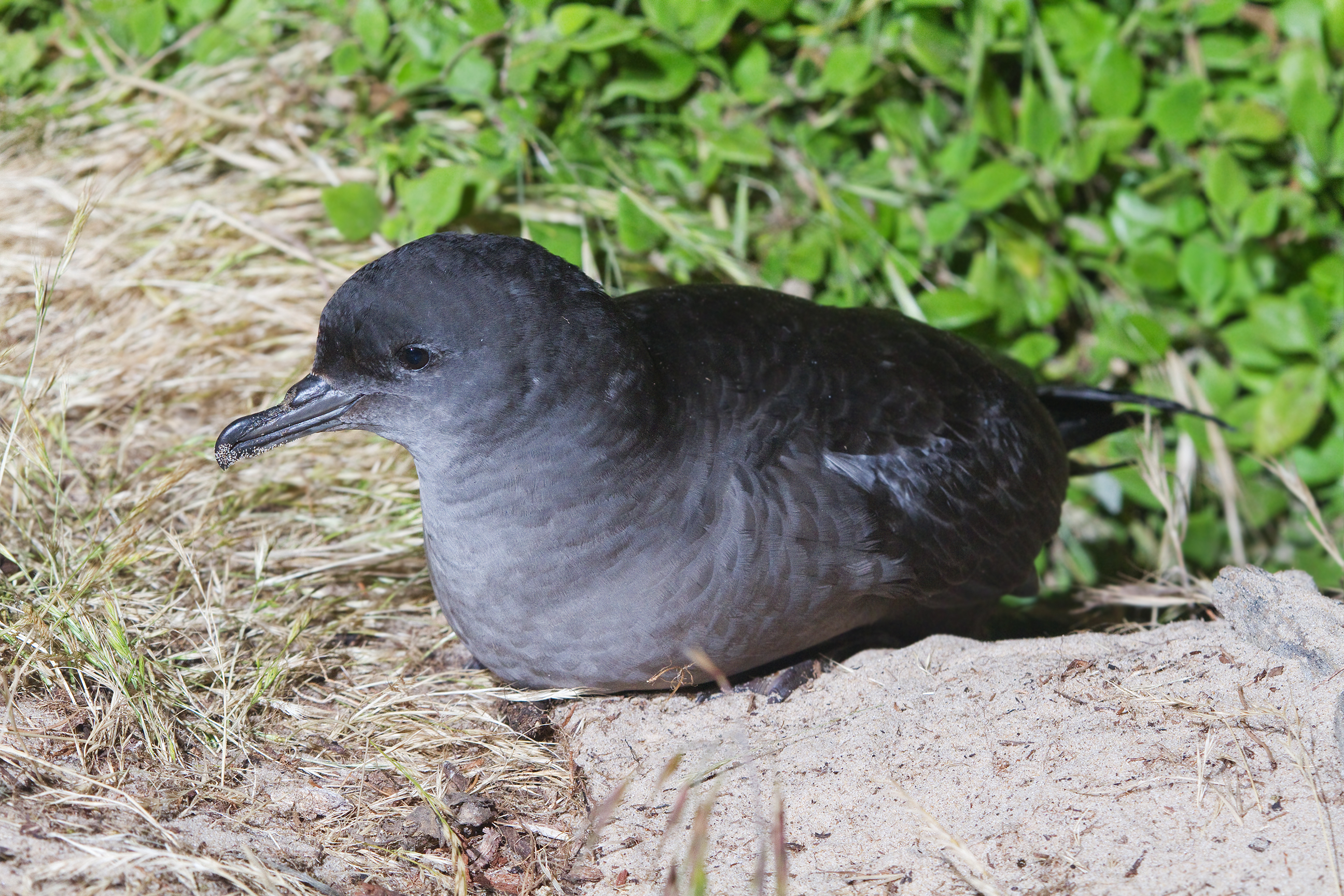
Adult på Bruny Island.
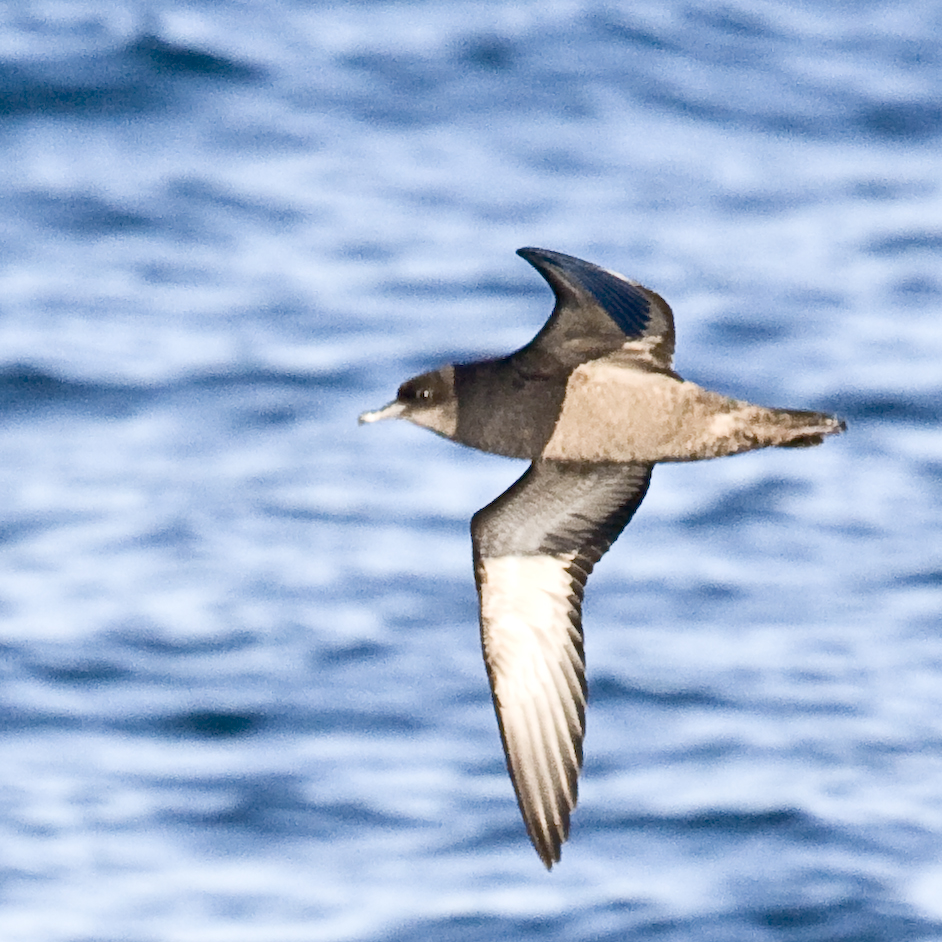